# Domenico Someda
Domenico Someda (Rivolto, 28 giugno 1859 – Udine, 19 dicembre 1944) è stato un pittore italiano.

## Biografia
Domenico Someda nacque nel 1859 a Rivolto di Codroipo da Carlo e Anna Politi (forse imparentata con la famiglia di Odorico Politi), entrambi ricchi proprietari terrieri. Grazie a sua madre, che era di origini magiare, Domenico fece molti soggiorni in Ungheria che segneranno soprattutto le sue opere giovanili, ricche di suggestioni e riferimenti ai costumi ungheresi. Someda compì studi irregolari, frequentò il ginnasio liceo e sin da giovane mostrò una propensione verso il disegno. Anche grazie all'architetto e amico di famiglia Andrea Scala, Someda venne inviato presso la bottega romana di Giuseppe Ferrari. Durante questi anni, Someda compì diversi viaggi nell'Europa centro-settentrionale, soggiornò a Parigi e si fece influenzare dai tratti dinamici e vibranti dell'amico Giovanni Boldini.
Nel 1887, il pittore friulano presentò l'imponente Invasione barbarica, poi rinominata La calata degli Ungari, all'Esposizione Artistica e d'Arte Applicata all'Industria di Venezia. L'opera si ispira a una feroce invasione da parte degli Ungheresi nel Friuli durante il decimo secolo e, nonostante alcuni giudizi negativi, l'opera fu ben apprezzata dagli esperti fra cui Eugenio Morpurgo e lo stesso De Gubernatis. Verso la fine dell'Ottocento, Someda si avvicinò al genere ritrattistico (Ritratto di ciociaro, Ritratto del conte Fabio Beretta) e al simbolismo (Danza fantastica, Leggenda).
Con il melodrammatico Amore e Patria (1897), Someda sancì la fine del periodo giovanile e spostò per la prima volta l'attenzione al genere patriottico-militaresco. Le opere di questa fase mostrano chiaramente l'influenza di Giovanni Fattori. Dopo essersi trapiantato a Roma agli inizi del nuovo secolo, Someda aprì il suo studio in Via Margutta e iniziò a frequentare il professor Angelo De Gubernatis. Divenne anche un habitué negli ambienti borghesi della capitale e iniziò a ritrarre scene di vita mondane ambientate nelle campagne romane fra cui cacce alla volpe e cavalcate.
Nel 1903 entrò a far parte del comitato dell'Esposizione Regionale di Udine e vi espose i suoi quadri militari. La sua L’autunno nella montagna friulana fu esposta alla V Exposición internacional de arte di Barcellona del 1907. Fra il 1907 e il 1921, l'artista friulano entrò nel circolo della Società degli Amatori e Cultori. Nel 1925, Someda espose, presso il teatro nazionale di Roma, alcuni dipinti che gli valsero il plauso del pubblico fra cui Guido Novello da Polenta e i cittadini di Ravenna visitano la salma di Dante, unica opera compiuta della serie dei "compianti" (delle altre due, ovvero quelle su Torquato Tasso ed Ermengarda, fu realizzato solo il bozzetto). Il quadro si rifà tanto alle opere teatrali di Sem Benelli quanto alla filmografia storica e melodrammatica degli anni venti. Subito dopo la prima guerra mondiale, l'artista si dedicò alla pittura agreste e di genere. Someda partecipò anche alle Biennali di Udine del 1926 e del 1928. Il pittore si trasferì a Udine nel 1942 e vi morì due anni dopo di polmonite.